# Trabajo por turnos
Trabajo por turnos es una modalidad laboral en las que el trabajador puede realizar su tarea en a lo largo de las 24 horas del día. 
El día queda pues dividido en turnos, o intervalos de tiempo durante los cuales diferentes grupos de trabajadores realizan su tarea. 
Con este término, y sus repercusiones negativas para la salud, se engloba tanto a los trabajadores que siempre tienen horario nocturno, como aquellos cuyos horarios alternan, y unas veces son en horas de noche, y otras no.
En medicina y epidemiología, el trabajo por turnos es considerado un factor de riesgo para algunos problemas de salud, una vez que las perturbaciones del ritmo circadiano puede aumentar la probabilidad de llegar a desarrollar enfermedades cardiovasculares, problemas cognitivos, diabetes y obesidad, entre otras patologías. El trabajo por turnos puede también tener repercusiones en las relaciones conyugales, familiares y personales.